# Lebre na bíblia

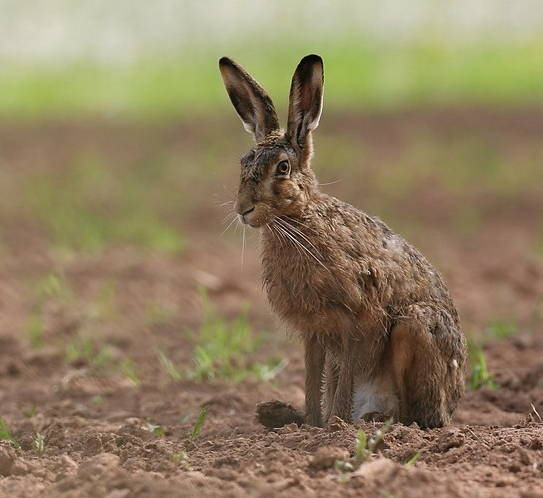
uma lebre, animal que não rumina

A presença de lebres na Bíblia se refere, na realidade, à tradução do termo hebraico 'arnebeth,  que se refere a uma espécie de coelho selvagem do Oriente Próximo. A aparição de lebres no antigo testamento vem acompanhada, em alguns momentos, da menção ao Hyrax, outro roedor presente no Oriente Próximo. Não há dúvida acerca da identidade do Hyrax.   Na Bíblia, Levítico 11:1-8 e Deuteronômio 14:3-8 descrevem esses animais ao listarem proibições alimentares de ordem religiosa. É consenso entre os estudiosos que a Bíblia realiza uma descrição errada  desses animais como ruminantes, provavelmente devido a um erro de observação por parte dos antigos hebreus, aliás, muito comum. Segundo o Professor presbiteriano Augustus Nicodemus Lopes, "no livro de Levítico, se diz que a lebre rumina e que o morcego é uma ave. Sabemos que as duas coisas não são verdade: lebres não ruminam e morcegos não são aves", pois os autores se expressaram "acomodando-se ao conhecimento de sua época". Outras controvérsias envolvem a descrição de animais nos textos hebraicos.

## A descrição como Ruminantes
Embora a Bíblia descreva as lebres e o hyrax como animais ruminantes, sabemos que esses animais não realizam esse processo. De acordo com John D. Skinner e Christian T. Chimimba, "foi alegado que os hirocóides (hyrax) ruminavam (...) No entanto, eles não são ruminantes, e são portanto incapazes desta ação." Muitos fundamentalistas e literalistas cristãos buscam explicar essa descrição ampliando o significado dos termos empregados pelos redatores da bíblia e associando-os a uma classificação menos rígida do que seria ruminar, já que esses animais praticam variedades de coprofagia. No entanto, muitos outros animais, como os suínos, considerados não ruminantes no mesmo livro bíblico (Lv, 11:7), se encaixariam nessa catalogação.   Há consenso na academia de que os hebreus associaram as lebres e o hyrax aos animais ruminantes devido à sua mastigação. A International Standard Bible Encyclopedia afirma que “a lebre e o hyrax não são ruminantes, mas provavelmente se supôs que fossem devido a sua forma de mastigar”. A mesma opinião é partilhada pelo Interpreter's Dictionary of the Bible, pela Bíblia de Jerusalém e Dicionário Eerdmans. De acordo com o estudiosos Nosson Slifkin, isso pode ser uma decorrência do fato de que os hebreus apenas tiveram contato com esses animais em cativeiro.  No entanto, o autor considera outros erros na descrição que os hebreus fazem destes animais.

## Hebraico
Os termos hebraicos empregados para descrever o processo de “ruminar” são `alah (elevar) e gerah (ruminação), cujo significado é bem claro no contexto espeficado.  Gerah é traduzido do hebraico para ruminação em quase todas as versões da Bíblia.  Os problemas se agravam quando, estudando o sistema digestivo das lebres, se constata que estes não “elevam” o bolo alimentar (mas o defecam).

## Ausência de Mastigação na Cropofagia de Lebres
Embora grupos fundamentalistas afirmem que a coprofagia própria ao sistema digestivo de animais como a lebre e o hyrax possa ter analogia com a ruminação, este não é o caso. De acordo com o naturalista Ronald Lockley, o excremento de lebres e coelhos é "absorvido completamente" (a mastigação é um processo que não está associado à cropofagia). Essa afirmação é reiterada por autores como Carlos De Blas e Julian Wiseman, segundo os quais o processo todo ocorre "sem mastigação".